# Afrikanischer Affenbrotbaum
Der Afrikanische Affenbrotbaum oder Afrikanischer Baobab (Adansonia digitata, „Baobab“ von arabisch bu-hubub) genannt, zählt zur Unterfamilie der Bombacoideae in der Familie der Malvengewächse (Malvaceae). Das Artepitheton digitata (lateinisch digitus „Finger“) spielt auf die Form der Blätter an, die sich aus fünf bis neun Einzelblättchen zusammensetzen, die entfernt an die Finger einer menschlichen Hand erinnern. Der Afrikanische Affenbrotbaum gehört zu den bekanntesten und charakteristischsten Bäumen des tropischen Afrika.

## Beschreibung

### Vegetative Merkmale

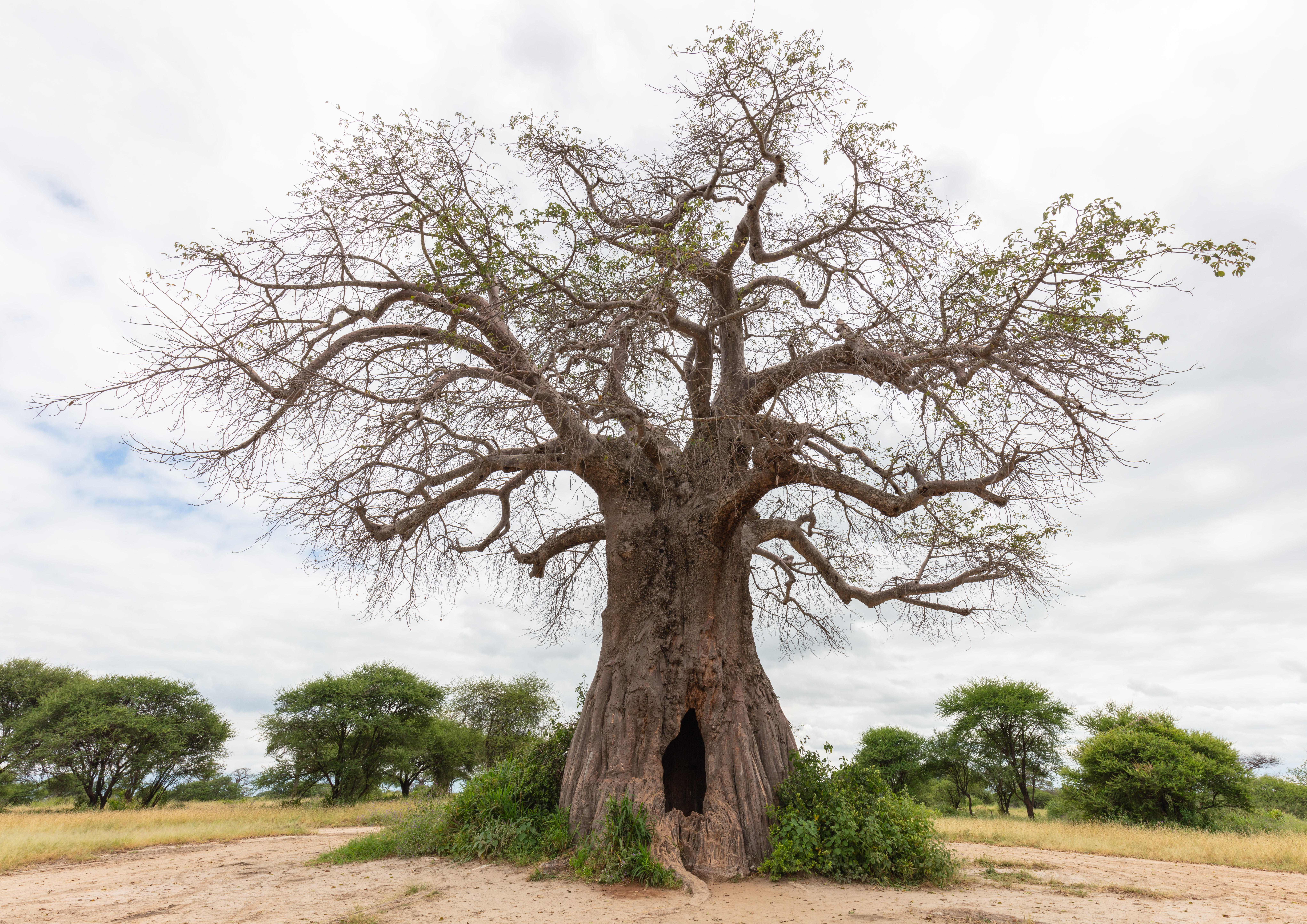
Baobab in Tansania

Der Affenbrotbaum zeichnet sich durch einen relativ kurzen, extrem dicken Stamm aus. So steht in Südafrika im Letaba-Distrikt ein Affenbrotbaum, der bei einer Höhe von 19 Metern einen Stammdurchmesser von 10,64 Metern aufweist. In Ostafrika treten sehr häufig flaschenförmige Stammformen auf, bei denen sich der Stamm abrupt in wenigen Metern Höhe stark verjüngt.
Die Baumkrone besteht aus kräftigen, oft unförmig erscheinenden Ästen, die eine weit ausladende Krone bilden. Im unbelaubten Zustand erinnert die Astkrone an ein Wurzelsystem, was zu der Legende beigetragen hat, der Affenbrotbaum sei ein vom Teufel verkehrt herum gepflanzter Baum.
Der Stamm ist häufig tief gefurcht oder weist kehlige Vertiefungen auf. Die graubraune bis graue Rinde ist zwischen fünf und zehn Zentimeter dick. Deshalb kann der Baum kleinere Buschbrände relativ unversehrt überstehen. Sie ist außen hart und innen faserig. Junge Bäume haben zuerst eine Pfahlwurzel. Mit zunehmendem Alter des Baumes entwickelt sich ein Lateralwurzelsystem, das bis in 1,8 Meter Tiefe reicht. In horizontaler Richtung erstreckt sich das Wurzelsystem weiter als die Baumhöhe.

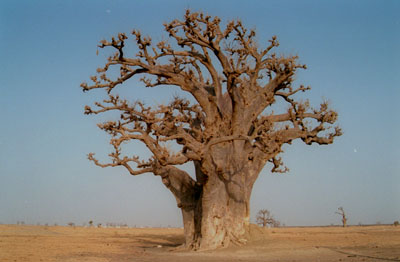
Baobab im Senegal

Bei Baobabs werden entsprechend der Stammform vier Entwicklungsphasen unterschieden: schmale Schösslinge, Kegelförmige, Flaschenförmige und Alte. Schösslinge (bis 10–15 Jahre) wachsen zunächst ohne ausgeprägtes Dickenwachstum zu einer Höhe von vier bis sechs Metern heran, die Äste ragen spitzwinklig nach oben. Auf geeigneten Standorten wachsen die jungen Baobabs anfangs jährlich zwischen 80 und 100 Zentimetern. Dann schwillt der Stamm zu einer Kegelform an (bis 60 bis 70 Jahre), der Baum wird 5 bis 15 Meter hoch und bis zu 7 Meter dick, und der Baum blüht erstmals. In einem Alter von 30 bis 40 Jahren beginnen die Äste rechtwinklig vom Stamm weg zu wachsen und nehmen ab diesem Zeitpunkt in ihrem Längenwachstum deutlich zu. Danach ist der Baum mit 10 bis 20 Metern in der Höhe ausgewachsen, der Stamm nimmt in der Dicke nur langsam zu und entwickelt eine Flaschenform (200–300 Jahre). Ein Baum kann im Alter von einhundert Jahren bereits einen Stammdurchmesser von vier bis fünf Metern erreicht haben. Schließlich entwickelt der Baum eine ausladende Krone und wächst nur noch sehr langsam in die Breite; hohle und mehrfache Stämme sind häufig zu finden (Alter: bis zu 800 Jahre).

### Blätter

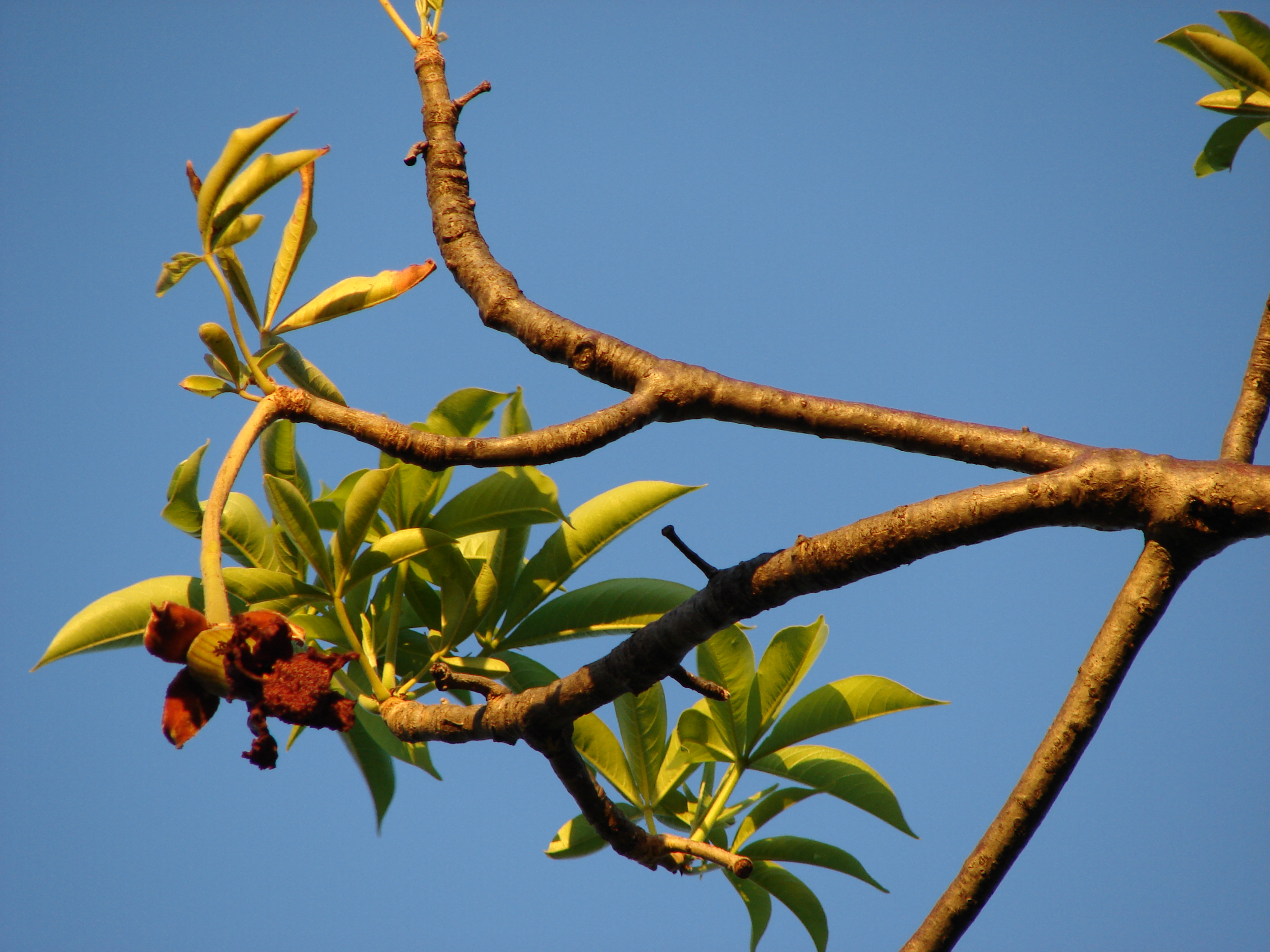
Blätter an einem Baum in Oʻahu, Ala Moana Beach Park

Der Affenbrotbaum ist ein periodisch laubabwerfender Baum. Die einfachen oder handförmigen, langstieligen und wechselständigen Laubblätter erscheinen an den Zweigenden im Frühsommer kurz vor dem Beginn der Regenzeit und entwickeln sich vollständig innerhalb von vier Wochen. Bleibt der Regen aus oder ist die Regenmenge sehr gering, verzögert sich die Blattentwicklung.
Affenbrotbäume treiben zuerst Blätter von einfacher elliptischer Form aus, die jedoch sehr frühzeitig wieder abgeworfen werden; auch an jungen Pflanzen sind die Blätter einfach. Ihnen folgen glänzend grüne Laubblätter, die fünf- bis neunteilig sind. Sie haben einen Durchmesser von etwa 20 Zentimetern; die Blätter oder Blättchen sind jeweils ganzrandig und bespitzt bis zugespitzt. Der Blattstiel ist bis 16 Zentimeter lang.

### Blüten

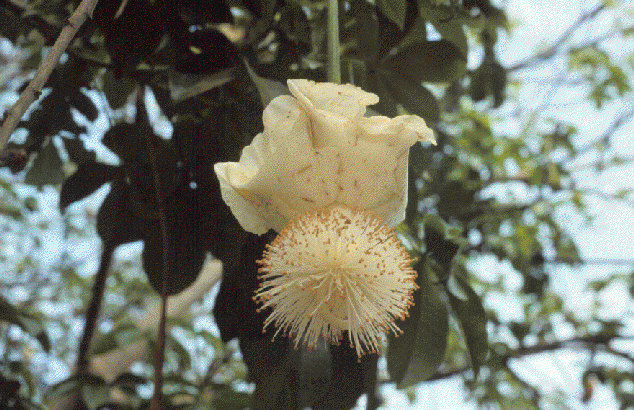
Blüte des Affenbrotbaums

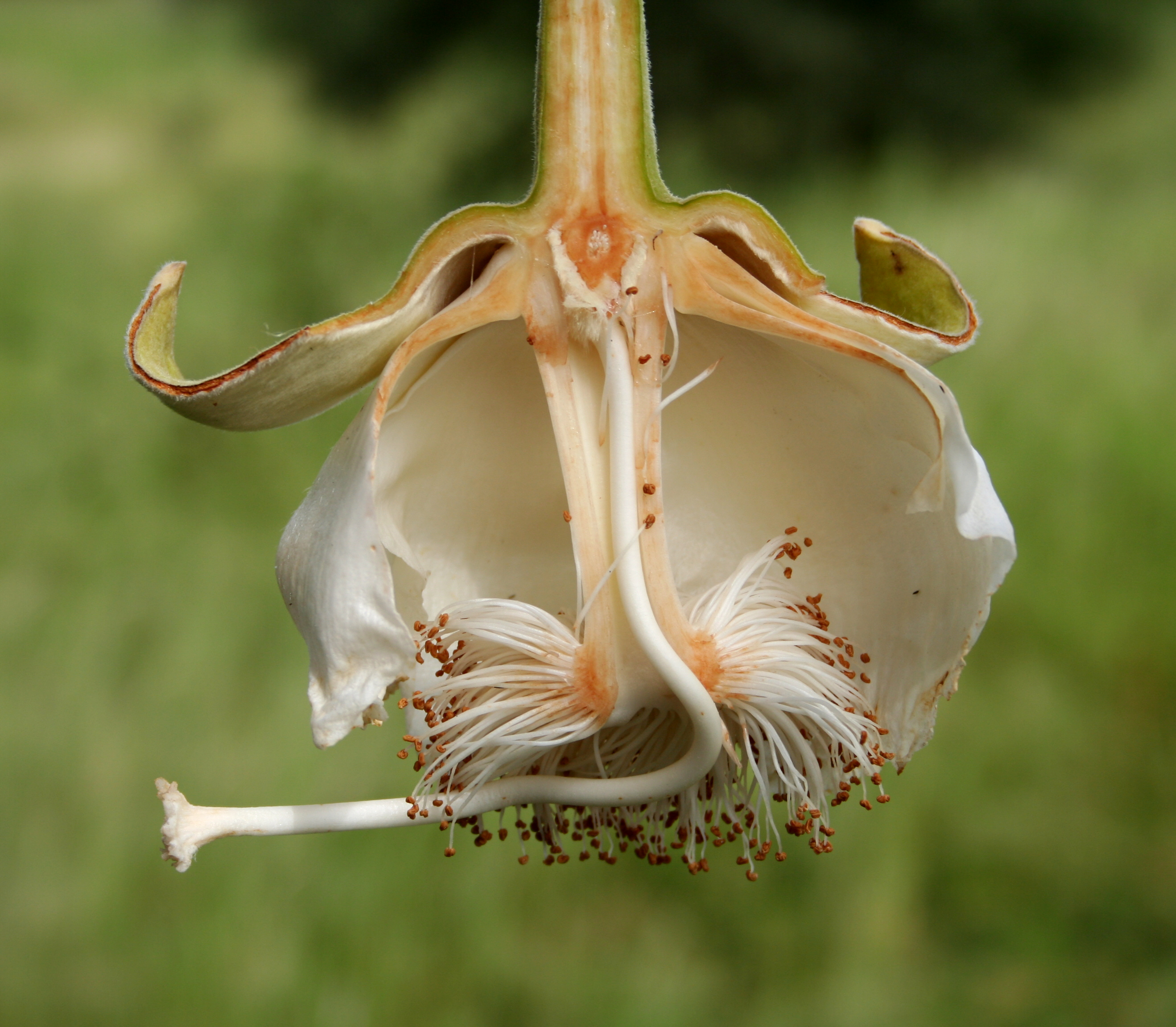
Blüte im Längsschnitt, deutlich zu erkennen: die Staubblattröhre

Das Alter, in dem der Baum das erste Mal Blüten ansetzt, ist abhängig von seinem Verbreitungsgebiet. In Westafrika blüht der Affenbrotbaum erstmals im Alter von acht bis zehn Jahren, in Ost- und Südafrika frühestens mit 16 Jahren.
Der Blütenansatz erfolgt vier Wochen nach der Blattentwicklung. Die Hauptblütezeit beträgt vier Wochen, die einzelne Blüte blüht dagegen nur 24 Stunden. In dieser Zeit ist sie für etwa 16 bis 20 Stunden bestäubungsfähig.
Die zwittrigen Blüten mit doppelter Blütenhülle erscheinen meist einzeln oder paarig. Die sehr großen Blüten sind von wachsig-weißer Farbe und hängen an langen Stielen von den Blattachseln herab. Sie bestehen aus fünf Kronblättern, die sich ein wenig überlappen und 4,5 bis 5 Zentimeter breit und 12 Zentimeter lang sind, sowie einem drei- bis fünflappigen, leicht haarigen Kelch. Jede Blüte beinhaltet 720 bis 1.600 rasierpinselförmig angeordnete Staubblätter, die an ihrer Basis zu einer 1,5 bis 4,5 Zentimeter langen, schmalen Röhre (Androphor) zusammengewachsen sind. Der mehrkammerige Fruchtknoten ist oberständig, mit einem langen und vorstehenden Griffel mit einer mehrlappigen Narbe. Auch hier zeigen sich geografische Unterschiede. In Ost- und Südafrika ist der Blütenstiel lediglich 20 Zentimeter lang, in Westafrika dagegen bis zu 90 Zentimeter.
Die für Menschen auf Grund ihres süßlichen Aasgeruches unangenehm riechenden Blüten öffnen sich ab dem späten Nachmittag und sind am nächsten Morgen ganz offen. Während der Nacht werden sie durch Flughunde wie den Palmen- und den Nilflughund bestäubt. Auch der Großohr-Riesengalago, der Senegal-Galago und verschiedene Nachtfalter besuchen die Blüten und tragen in kleinerem Umfang zur Bestäubung bei.

### Früchte und Samen

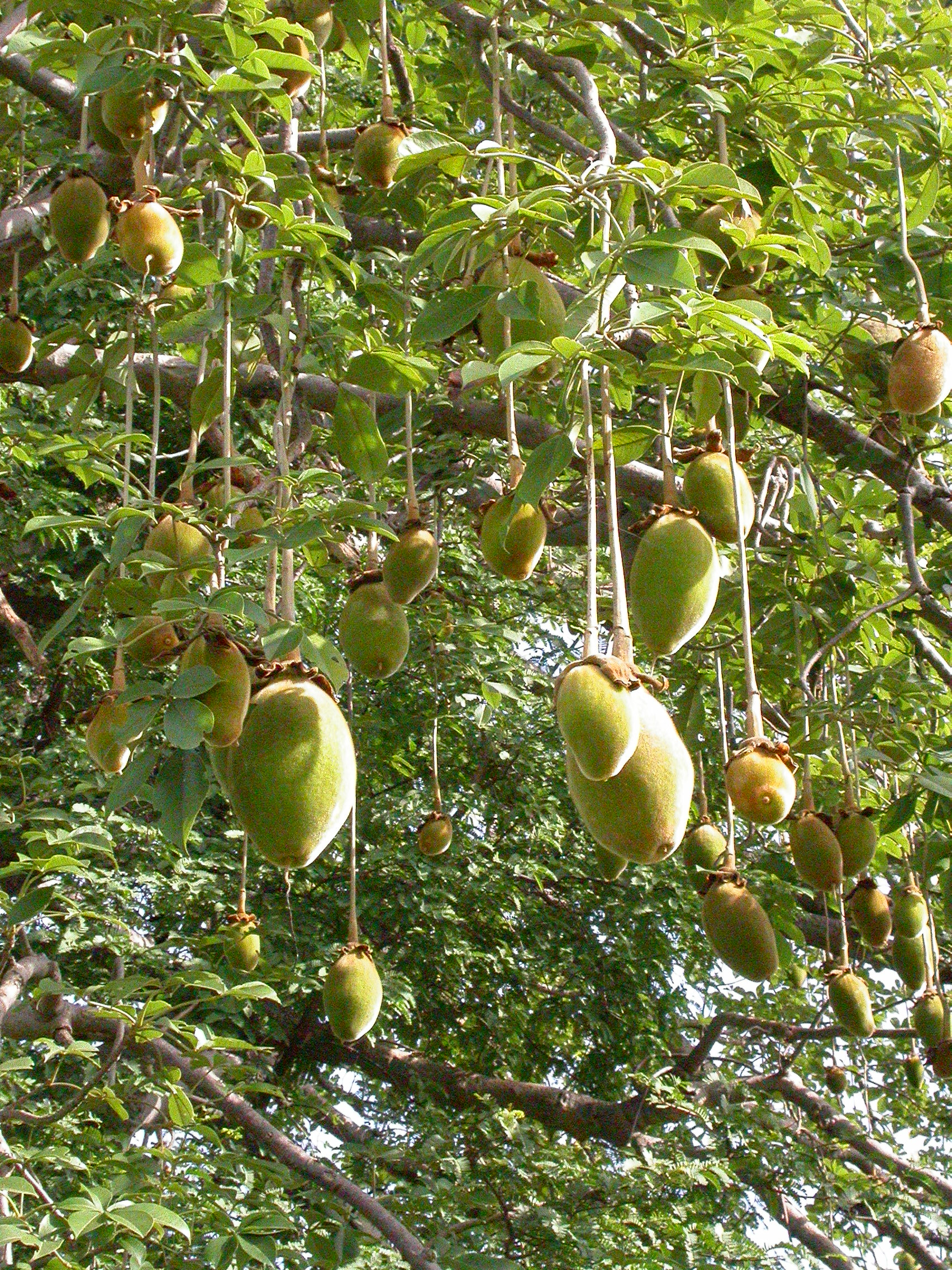
Affenbrotbaumfrüchte

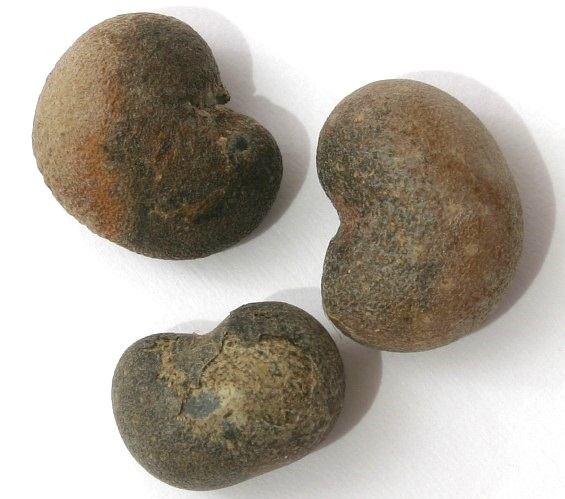
Die Samen des Affenbrotbaums haben eine Länge von ungefähr 1 cm.

Nach der Bestäubung entwickeln sich an den langen Stielen innerhalb von acht Monaten holzige und samtig behaarte, nicht öffnende, vielsamige Kapseln, die je nach Verbreitungsgebiet unterschiedlich geformt sind. Bei in Angola verbreiteten Affenbrotbäumen ist die Frucht von länglicher Form, in den anderen natürlichen Verbreitungsgebieten eher ei- bis kugelförmig. Die an Stielen herabhängenden Früchte werden 25 bis 50 Zentimeter lang. Sie verfärben sich während des Reifungsprozesses von Grün über Gelb in ein Graubraun.
Das auch für den Menschen essbare Fruchtfleisch ist weiß und trocken-mehlig, schmeckt durch den Vitamin-C-Gehalt säuerlich und ist von einer Konsistenz, die in etwa an feste, brüchige Watte erinnert. Darin eingebettet sind die dunkelbraunen Samen der Früchte, die man herausbrechen und gleichfalls essen kann. Sie sind relativ glatt, haselnussgroß, nierenförmig und sehr fettreich.
Vor allem Elefanten und Paviane, aber auch Antilopen und Kleinsäuger fressen die Früchte und nehmen dabei auch die Samen auf, die aber den Verdauungstrakt unaufgeschlossen passieren und von Vögeln aus dem ausgeschiedenen Kot herausgepickt werden. Die Samen bleiben mehrere Jahre keimfähig. Ihre lange Keimruhe endet in der Natur vermutlich durch Buschfeuer, langanhaltende Regenfälle oder die Verdauung durch Elefanten (Endochorie).
Unbehandelt beträgt die Keimfähigkeit der Samen unter 20 %. Man kann sie künstlich keimfähig machen, indem sie mit kochend heißem Wasser übergossen und etwa einen Tag in der Flüssigkeit stehen gelassen werden. Je nach Witterungsbedingungen können solcherart vorbehandelte Samen dann nach drei Wochen bis sechs Monaten zur Keimung kommen. Auch Säurebehandlung und Anschleifen der dicken Samenschale können die Keimfähigkeit steigern.

### Alter
Die Mächtigkeit der Bäume und ihre unregelmäßige Wuchsform hat immer wieder dazu geführt, dass ihr Alter überschätzt wurde. So war David Livingstone der Überzeugung, dass ein Baum, den er am Sambesi entdeckte, ein Alter von mindestens 4000 Jahren aufweise. Umfangreiche Untersuchungen in Kenia, Mali, Sudan, Tansania und Sambia haben jedoch gezeigt, dass nur sehr wenige Affenbrotbäume älter als 400 Jahre sind.
2018 berichteten Forscher von einem teilweisen bzw. vollständigen Absterben von 9 der 13 ältesten Baobabs innerhalb der vergangenen zwölf Jahre. Die Ursache hierfür sei unbekannt; womöglich hätten Klimaveränderungen einen Einfluss. Der Studie zufolge sei der weltweit älteste Baobab, Panke in Simbabwe, nach über 2.500 Jahren (2.429 [±14] Jahre mit Radiokohlenstoffmethode gemessen) in den Jahren 2010–2011 abgestorben. Der älteste weitgehend intakte Baobab sei nun Humani Bedford Old baobab in Simbabwe mit einem geschätzten Alter von 1.800 Jahren.

### Chromosomenzahl
Die Chromosomenzahl beträgt 2n = 160.

## Verbreitung und Systematik
Der Affenbrotbaum ist die charakteristische Baumart der trockenen Baumsavanne des afrikanischen Tieflands südlich der Sahara. Er fehlt dagegen in den zentralafrikanischen Regenwäldern. Das natürliche Verbreitungsgebiet reicht von der Sahelzone bis in den Transvaal. Der Baum ist frostempfindlich, die südliche Verbreitungslinie also durch die Frostgrenze entlang des 15. Breitengrades bedingt.

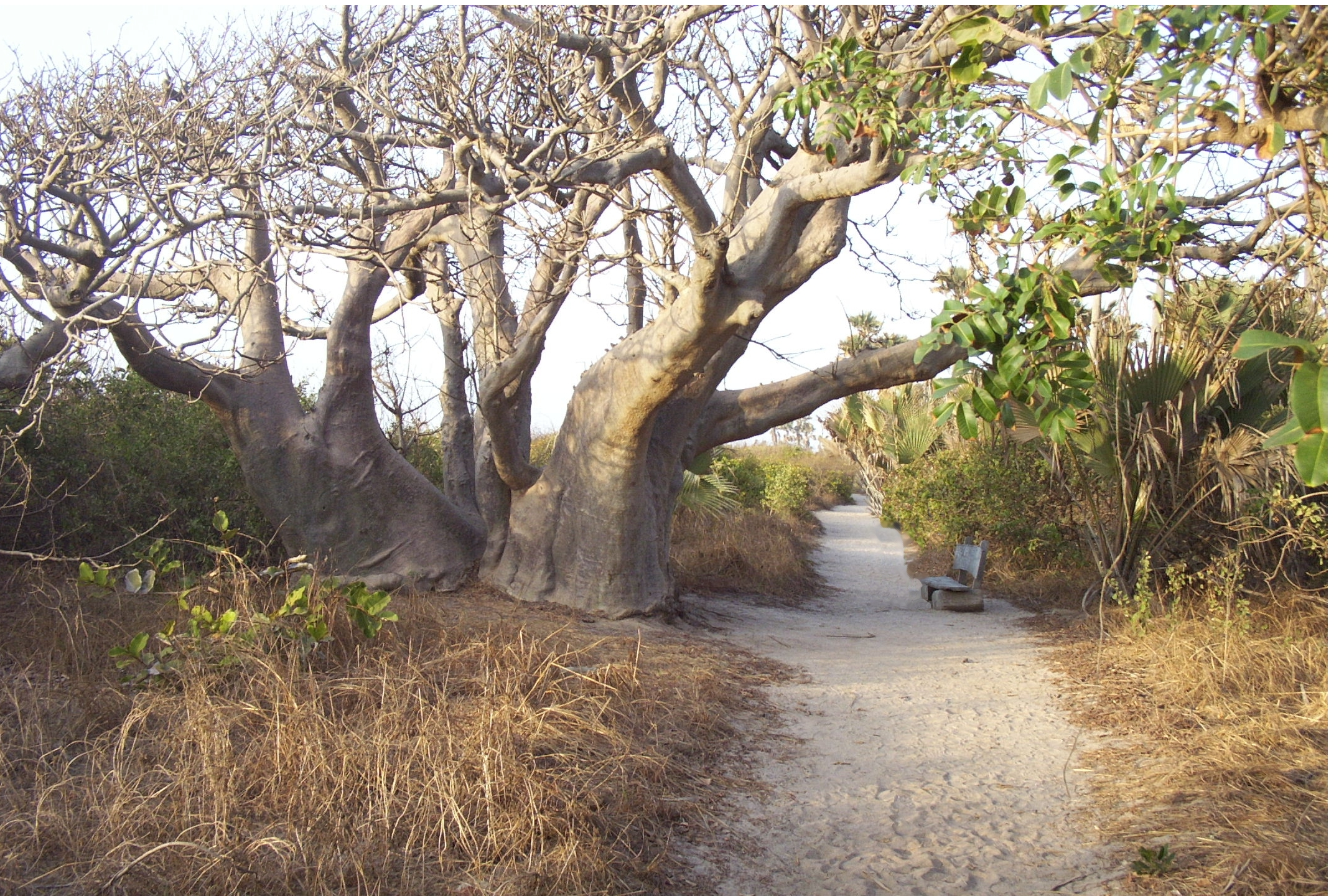
Baobab in Gambia

Über sein Verbreitungsgebiet zeigt er deutliche Unterschiede im Erscheinungsbild. Bis jetzt fehlt jedoch eine systematische Untersuchung, ob die Unterschiede in der Stammform sowie in Form und Größe der Blüten und Früchte auf die Zugehörigkeit der Einzelbäume zu unterschiedlichen Unterarten zurückzuführen sind. Häufige Begleitbäume sind Akazien, Schirmakazien und Tamarindenbäume.
An den semiariden Lebensraum in einer Höhenlage von 450 bis 600 Metern mit jährlichen Niederschlagshöhen zwischen 300 und 500 Millimetern ist der sonnenliebende Baum durch seine besondere Fähigkeit zur Wasserspeicherung angepasst. Er ist deshalb in diesen Gebieten am häufigsten zu finden. Während der Regenzeit, die in seinem Verbreitungsgebiet zwischen sechs Wochen und fünf Monaten andauert, saugt ein Baum, der ein Volumen von bis zu 200 Kubikmetern einnehmen kann, mit seinen schwammigen Fasern bis zu 140.000 Liter Wasser auf, die er für die Trockenzeit speichert. Der Stamm kann sich aufgrund der Wasserspeicherung während der Regenzeit um mehrere Zentimeter verdicken.
Affenbrotbäume sind sowohl in Küstennähe als auch in Höhenlagen bis zu 1500 m ü. NN zu finden. Das Vorkommen in den Küstenwäldern ist vermutlich auf Anpflanzungen zurückzuführen. Diese Verbreitungsgebiete zeichnen sich durch deutlich andere Niederschlagshöhen aus. Die Art kann über längere Zeit bei jährlichen Niederschlägen unter 100 Millimetern überdauern, Verhältnisse, wie sie zum Beispiel in Mauretanien herrschen. Andererseits kommt der Affenbrotbaum auch mit vergleichsweise hohen jährlichen Niederschlägen von 1400 Millimetern und mehr zurecht, insbesondere, wenn er auf gut wasserdurchlässigem Grund steht. Staunässe, schwere Lehmböden sowie temporäre Überschwemmungen toleriert der Baobab nicht. Beste Wachstumsvoraussetzungen findet er auf kalkhaltigen und tiefgründigen Böden.
Durch den Menschen wurde der Baobab in anderen Regionen eingeführt (sogenannte Hemerochorie). So ist sein Vorkommen in Arabien und in Indien vermutlich auf arabische Händler zurückzuführen, die den Baum in der Volksmedizin nutzten und ihn in Indien und Arabien bereits im 13. Jahrhundert einführten. So ist der im indischen Bundesstaat Uttar Pradesh vorkommende Parijat ungefähr 800 Jahre alt. Der Baum ist außerdem auf den Kapverdischen Inseln, auf Madagaskar und Sri Lanka sowie in Australien zu finden. Als Ziergehölz wird er gelegentlich in Florida, auf Haiti, den Philippinen und Java angepflanzt.

## Tiere seines Lebensraumes

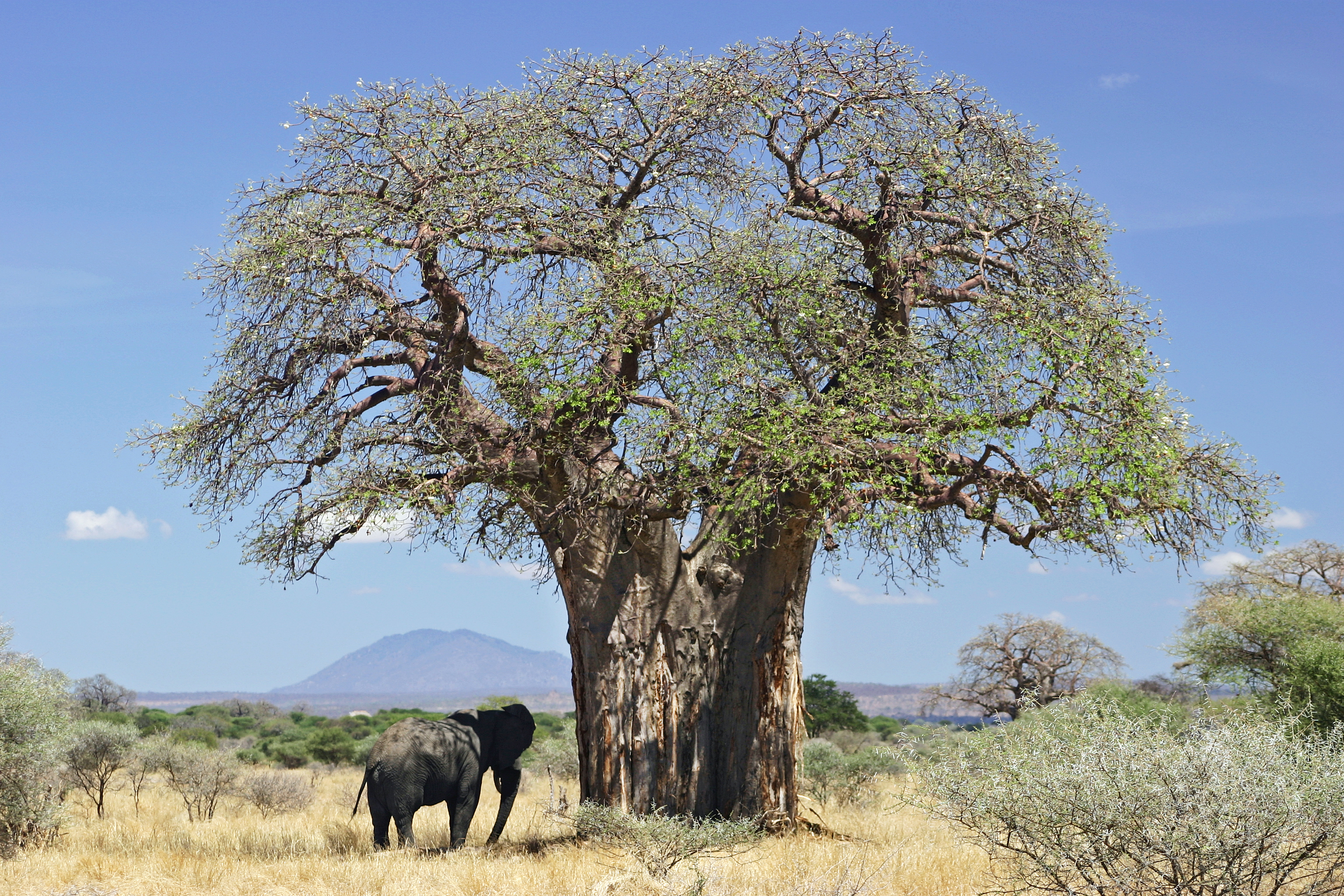
Afrikanischer Elefant unter einem Affenbrotbaum

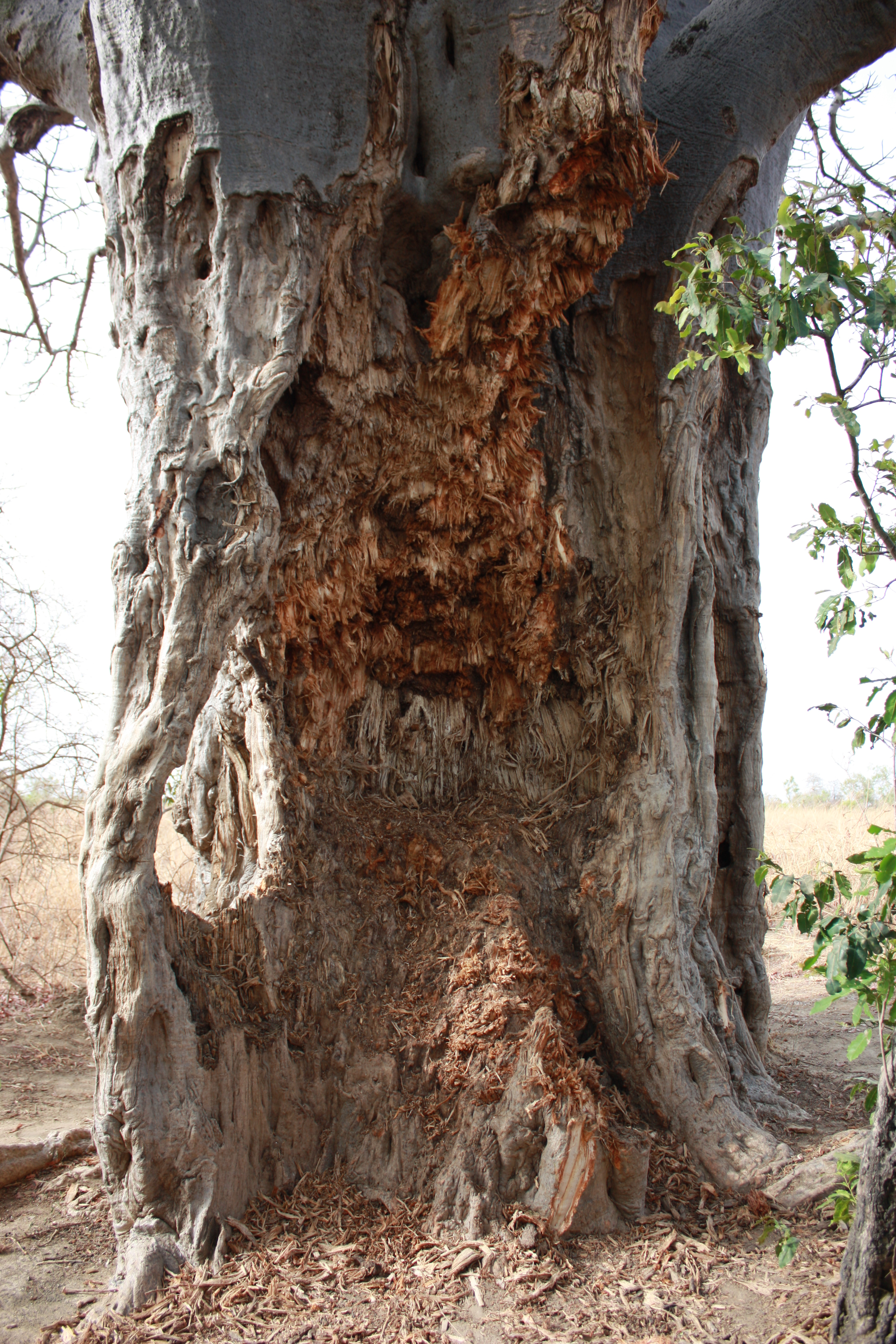
Von Elefanten geschädigter Baobab im Réserve partielle de Pama, Burkina Faso

Afrikanische Elefanten nutzen Früchte, Laub und Rinde des Baobab als Nahrung. Es kommt dabei vor, dass sie Bäume umstoßen, um die Krone zu erreichen. Während die Bäume auch größere Rindenschäden überleben können, können sie letztlich an durch die Stoßzähne verursachte Stammschäden zugrunde gehen, die vor allem Elefantenbullen in der Trockenzeit verursachen, um an die Feuchtigkeit im Inneren zu gelangen. Bei höheren Elefantendichten wird eine Mortalität von Altbäumen zwischen 1,1 und 3 Prozent jährlich abgeschätzt. Die Bäume verschwinden daher ohne Schutzmaßnahmen aus Lebensräumen mit hoher Diche von Elefanten, sie könen dann nur in Refugien überleben, die die Elefanten nicht erreichen, etwa in sehr unebenen Terrain.
Bezüglich des deutschen Namens besteht keine besondere Beziehung des Baums zu Affen. Bekannt ist nur, dass Paviane in bestimmten Regionen intensiv die Früchte nutzen. Sie können damit möglicherweise zur natürlichen Verbreitung des Baums beitragen. Wichtigster Verbreiter heute ist allerdings der Mensch.
Der Affenbrotbaum ist Wirtspflanze für eine Reihe von Insekten, die als landwirtschaftliche Schädlinge betrachtet werden, und Nebenwirt einiger, besonders für Kakao- und Baumwollpflanzungen problematischer Schadinsekten. Rodungen von Affenbrotbäumen haben jedoch gezeigt, dass diese Schädlinge auf andere Wirtspflanzen ausweichen, wenn Affenbrotbäume fehlen.

## Verwendung

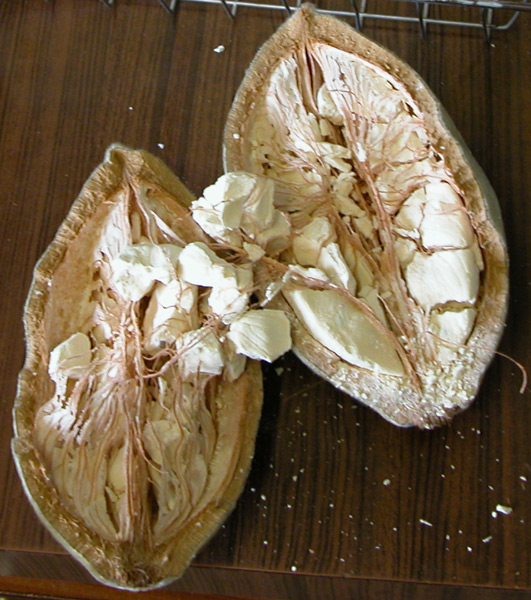
Offene Frucht des Baobab mit Samen und Fruchtfleisch

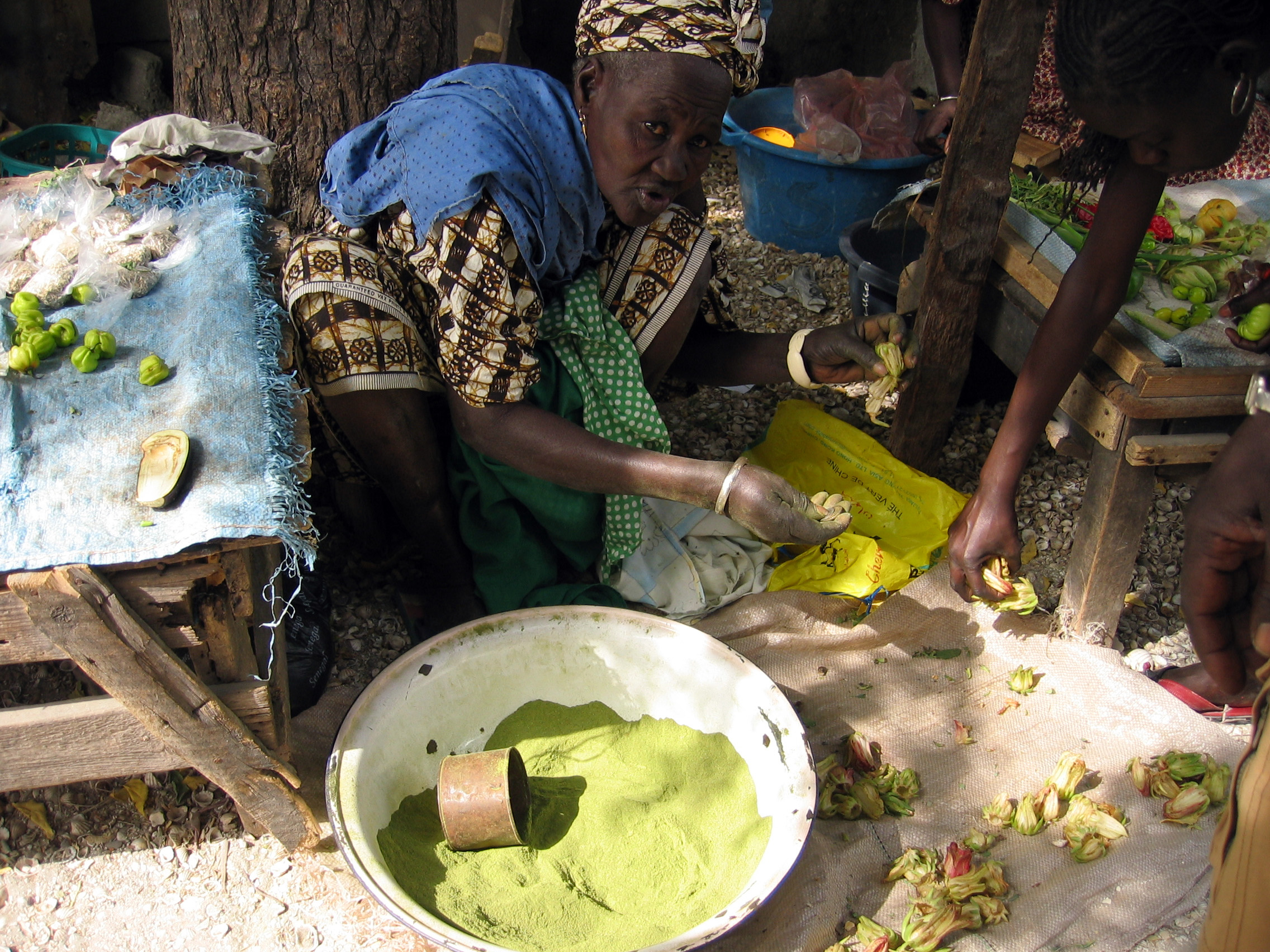
Getrocknete und pulverisierte Baobabblätter auf einem Markt in Joal-Fadiouth (Sénégal)

Die San zapfen direkt den Wasservorrat der Bäume an, um ihren Flüssigkeitsbedarf zu decken. Auch Fruchtfleisch, Samen, Rinde, Blätter und Sprösslinge des Affenbrotbaums sind vielseitig einsetzbar; die Höhlungen des Baumes werden außerdem als Speicher für Getreide und Wasser verwendet.
Ähnlich der Rolle, die früher Linden und Eichen im mitteleuropäischen Dorfleben innehatten, spielt der Affenbrotbaum außerdem im afrikanischen Leben eine große Rolle. An zentral gelegenen Bäumen finden in vielen Dörfern Märkte, Verhandlungen und sonstige soziale Ereignisse statt.

### Afrikanische Volksmedizin
In der afrikanischen Volksmedizin findet nahezu jeder Teil des Affenbrotbaums Verwendung. So werden die Früchte beispielsweise gegen Infektionen und Krankheiten wie Pocken und Masern eingesetzt. Die Blätter werden bei Erkrankungen wie Ruhr, Diarrhöe, Koliken und Magen-Darm-Entzündungen eingenommen. Die Samen werden als Herzmittel, bei Zahnschmerzen, Leberinfektionen und Malaria-Erkrankungen genutzt.
Biochemisch nachgewiesen wurde das Vorkommen von Proanthocyanidinen im Perikarp der Früchte. Allerdings stehen placebokontrollierte klinische Studien zur Bewertung der phytopharmakologischen Wirkstoffe aus.

### Nahrungsmittel
Das Fruchtfleisch und die Samen sind reich an Proteinen, Kohlenhydraten und Öl und enthalten besonders die Mineralien Calcium, Kalium und Magnesium. Nach Entfernung der Samen und Fasern wird das Fruchtfleisch getrocknet und entweder unverarbeitet gegessen oder in Milch oder Breie gemischt. Aus den fettreichen Samen gewinnt man durch Pressen ein Öl, welches reich an Palmitinsäure ist und eine hohe oxidative Stabilität aufweist; in Pulverform dient es zum Andicken von Suppen. Die Samen werden auch geröstet gegessen oder fermentiert als Gewürz verwendet.
Die Blätter des Affenbrotbaums werden außerdem als Gemüse genutzt, indem sie wie Spinat zubereitet entweder frisch gegessen oder getrocknet und pulverisiert werden. 100 Gramm haben einen Energiewert von durchschnittlich 289 kJ (69 kcal) und enthalten unter anderem 3,8 Gramm Eiweiß sowie 50 Milligramm Ascorbinsäure. In Nigeria werden die Blätter als kuka bezeichnet. Kuka-Suppe ist eine für dieses Land typische Spezialität.
Auch zur Getränkeherstellung sind die Früchte geeignet: Das Fruchtfleisch kann bierartig vergoren werden. Im Sudan wird aus Fruchtfleisch mit Wasser ein Getränk unter dem Namen Tabaldi hergestellt.
Baobab wird bisweilen als so genanntes Superfood bezeichnet und beispielsweise als Pulver zu Speisen und Getränken ergänzt.

### Weitere Verwendungsformen

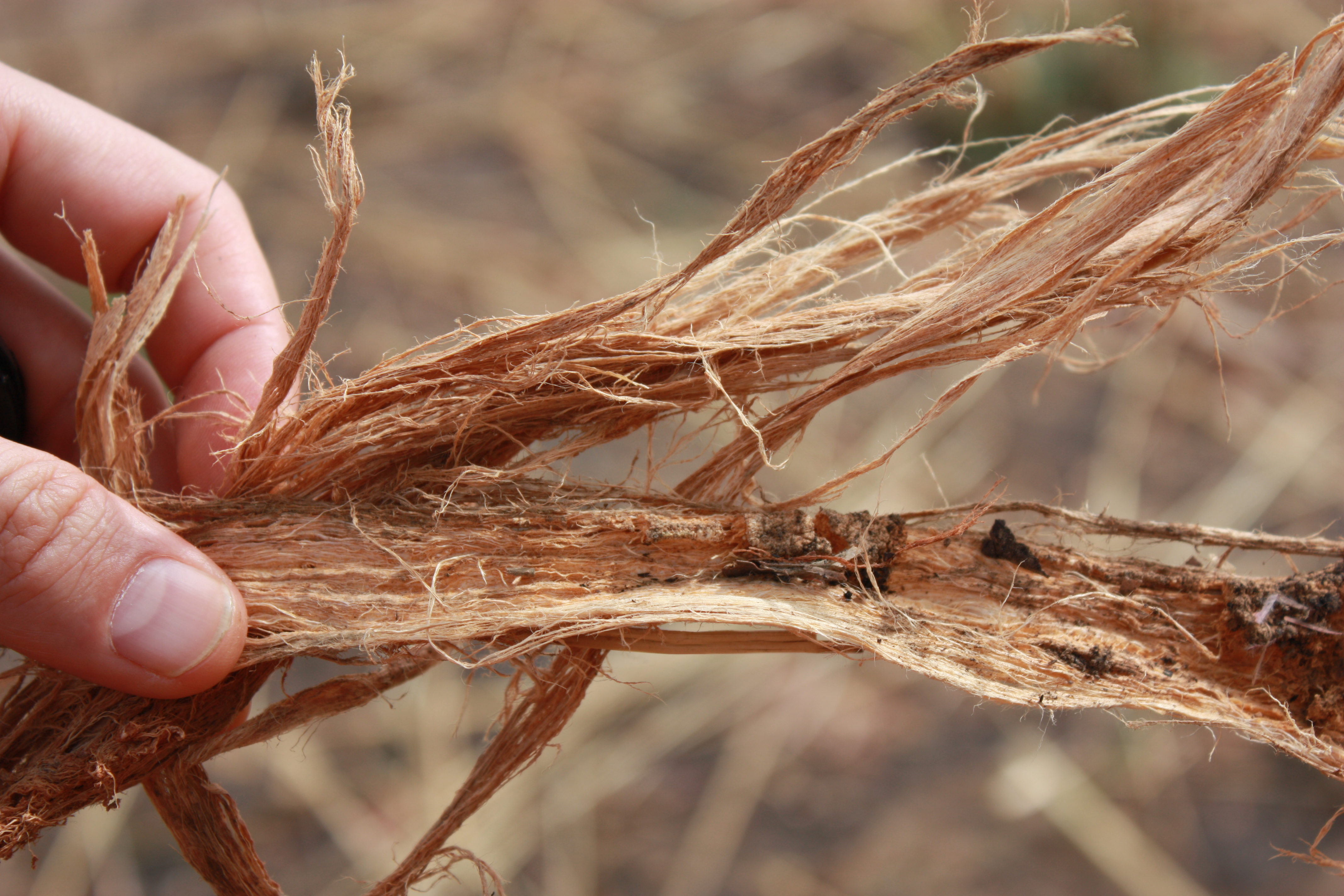
Bastfasern des Baobab

Der Baum liefert darüber hinaus Material für Kleidung, zum Dachdecken, Halsschmuck, Schnüre und Seile, Netze, Matten, Hüte, Tabletts, Kisten, Körbe und Papier. Verwendet werden dafür die Fasern des inneren Bastes, die sehr dauerhaft und kräftig sind. Sie werden gewonnen, indem die Rinde der Bäume abgeschält wird. Ähnlich wie bei Korkeichen regeneriert sich die Rinde wieder, so dass die Bäume wiederholt als Bastlieferanten genutzt werden können. Aus den Wurzeln wird ein roter Farbstoff gewonnen; der Pollen ergibt, vermischt mit Wasser, einen Klebstoff. Aufgrund des hohen Pottascheanteils wird aus der Asche verschiedener Baumteile außerdem Seife hergestellt.
Affenbrotbäume, die einen hohlen Stamm haben, sollen gelegentlich als Gefängnis oder Toilette verwendet werden; aus Westafrika wird berichtet, dass hohle Affenbrotbäume auch als Begräbnisstätte fungieren.
Forstwirtschaftlich wird der Affenbrotbaum dagegen nicht genutzt. Aufgrund seiner Elastizität ist das leichte Holz nur schwer mit der Axt zu bearbeiten, und es verrottet sehr schnell.

## Mythologie und Literatur
Aufgrund seines Aussehens ranken sich mehrere Legenden um den Affenbrotbaum.
Nach einer in Afrika weit verbreiteten Vorstellung riss der Teufel den Baum aus und steckte ihn anschließend mit den Zweigen zuerst in den Boden, so dass die Wurzeln nun in die Luft ragen. Einer anderen Erzählung zufolge wollte der Baum bei seiner Entstehung schöner als alle anderen Bäume werden. Als ihm dies jedoch nicht gelang, steckte er seinen Kopf in die Erde und das Wurzelwerk ragte gegen den Himmel. Aus dem Reich der Schöpfungsmythologie erschließt sich eine weitere Erklärung: Als am Anbeginn der Welt die Hyäne beim ersten Blick ins spiegelnde Wasser ihre eigene Hässlichkeit erkannte, war sie darüber sehr erzürnt. Sie riss einen Baobab aus und schleuderte ihn gen Himmel, um ihren Schöpfer zu treffen, der ihr dies angetan hatte. Der Baum jedoch verfehlte sein Ziel, stürzte zurück zur Erde, blieb dort umgekehrt im Boden stecken und wächst seither mit den Wurzeln nach oben.
Als Sitz von Göttern und Geistern spielt der Baobab außerdem in einer Reihe weiterer afrikanischer Legenden und Sagen eine Rolle.
In der modernen westafrikanischen Literatur steht der Baobab häufig als ein Symbol des traditionellen afrikanischen Lebens und der unberührten, ewigen Natur. Orte mit „heiligen“ Baobabs werden oftmals als Sinnbild des Garten Eden verwendet.
In Antoine de Saint-Exupérys Geschichte Der kleine Prinz sorgt sich dieser, dass Baobabs seinen kleinen Asteroiden überwuchern und mit ihrem Wurzelwerk sprengen könnten: „Die Affenbrotbäume beginnen damit klein zu sein, bevor sie groß werden.“
In der modernen deutschsprachigen Lyrik ist der Affenbrotbaum gelegentlich als Thema anzutreffen (so z. B. bei Paul Celan). Hans Magnus Enzensberger benutzt den Affenbrotbaum als Bild für das Neuronale Netz.